# Ghat (hinduismo)

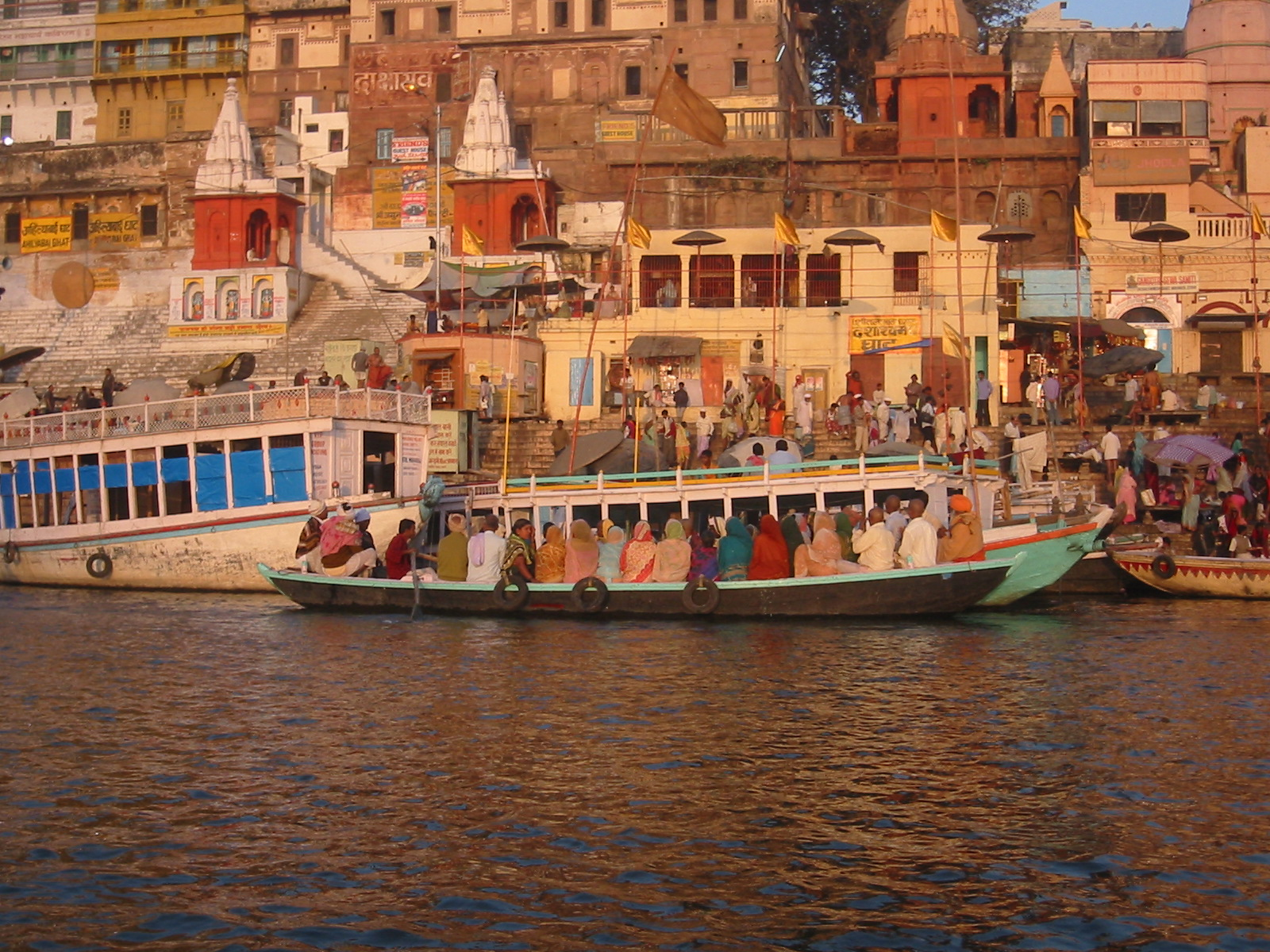
El famoso Dasha-Aswamedha Ghat en la costa del río Ganges en la ciudad de Benarés (India).

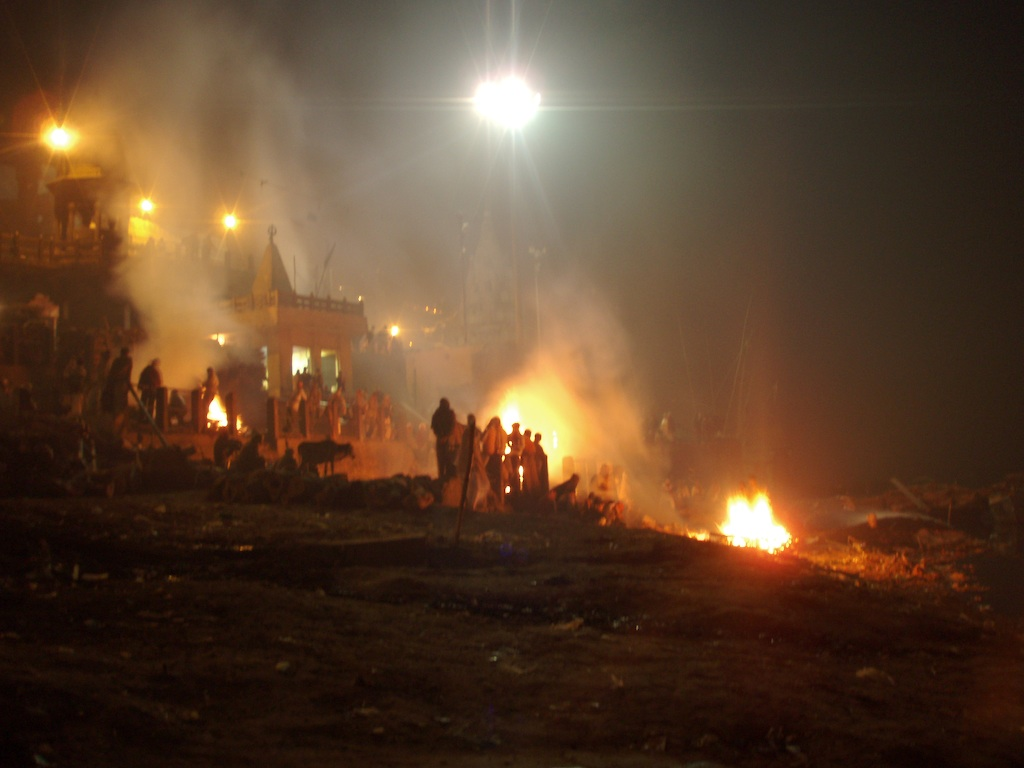
Ghats crematorios de Manikarnika, en la ciudad de Benarés (India).

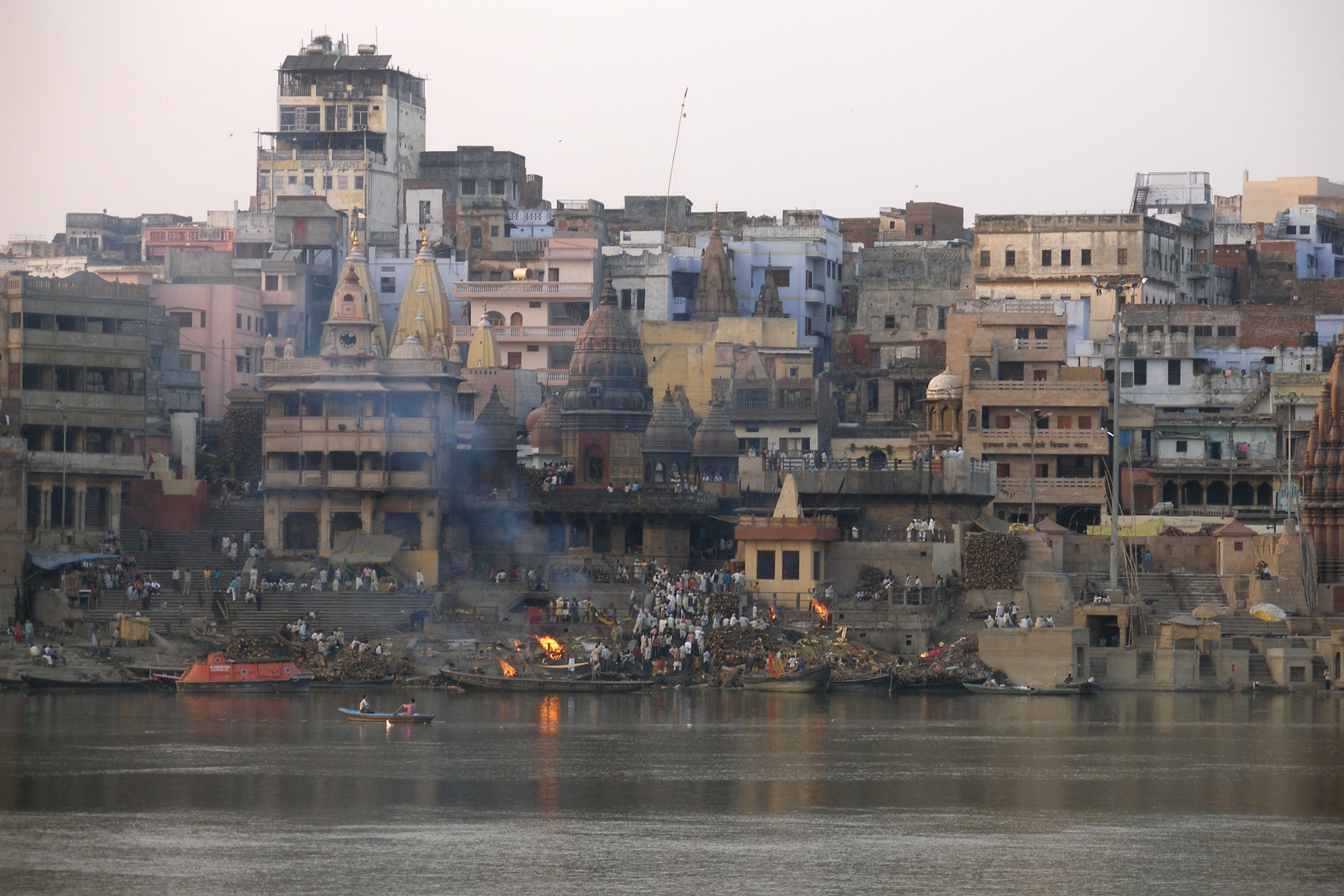
Ghat sobre el río Ganges, en la ciudad de Benarés.

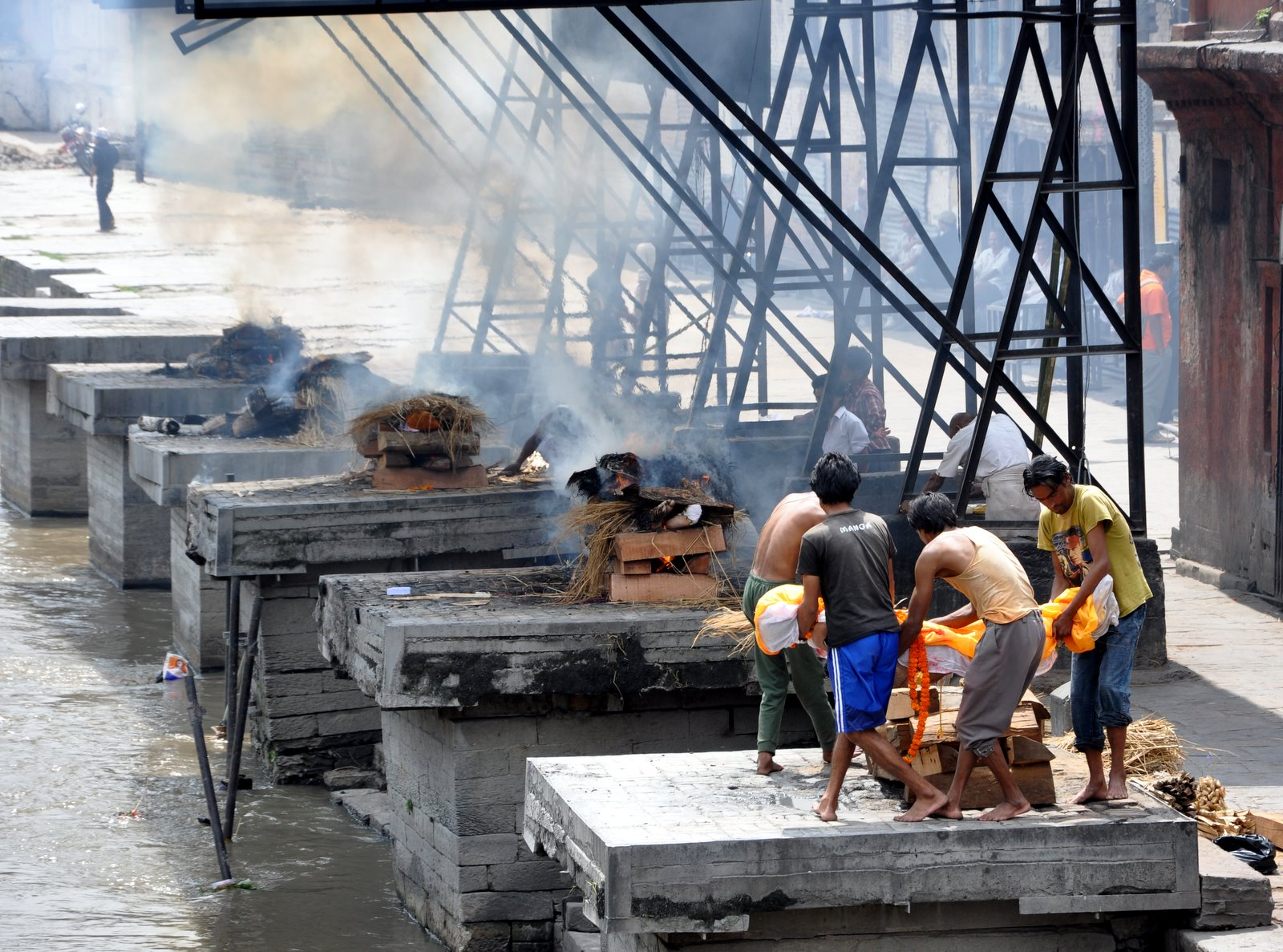
Ghats crematorios en la ciudad de Katmandú (Nepal).

El término ghat (en transcripción en forma simplificada de la palabra en hindi: घाट ghāṭ, que significa ‘peldaño’; en bengalí: ঘাট), tal como se utiliza en muchas partes del Asia del Sur, designa una escalinata o graderío que conduce hasta un río, un lago, un estanque o una piscina. En inglés y en hindi, la palabra ghat se refiere por antonomasia a las áreas de las ciudades santas al lado de un río sagrado ―como el Ganges o el Yamuna―, como Haridwar o Benarés. Hay numerosos e importantes ghats a lo largo del Ganges, siendo conocidos generalmente como los ghats de Benarés y los ghats del Ganges. En el estado de Madhya Pradesh, en el oeste de la India, hay también ghats importantes a lo largo del río Narmada.
Esta particular estructura reviste una gran importancia para las abluciones rituales del hinduismo, y por esto son muy comunes en la India. Sin embargo, la mayoría de ghats se utilizan tanto para fines sagrados como para propósitos mundanos (como la simple higiene). También hay ghats específicos para cremaciones que permiten lavar con agua sagrada las cenizas de los muertos.

## Shamshan ghats
Los ghats de este tipo son útiles para propósitos mundanos (como la limpieza) y los ritos religiosos (baños rituales o abluciones). Hay también específicos smashan ghat (balnearios crematorios), donde los cuerpos son cremados a orilla del agua, permitiendo que las cenizas puedan ser arrastradas por las aguas sagradas. Los más notables son el Nigambodh Ghat (en la ciudad de Nueva Delhi, a orillas del río Yamuna) y el Manikarnika Ghat (en la ciudad de Benarés).

## Otros usos y significados
En idioma maratí ―idioma emparentado con el hindi, que se habla en la ciudad de Bombay (India)―, y también en idioma guyarati, la palabra ghat también indica un paso difícil entre las montañas.
Un ghat de este tipo es el Bhor Ghat, que enlaza las ciudades de Khopoli y Khandala, en la NH 4 (autopista nacional india), a unos 80 km al norte de la ciudad de Bombay.
El término ha sido usado para nombrar dos cadenas montañosas que bordean la península de la India de manera paralela a la costa, los Ghats occidentales y los Ghats orientales.
La palabra también se usa en algunos lugares fuera del subcontinente indio, donde existen comunidades indígenas. Por ejemplo, en George Town, en la isla de Penang (Malasia), algunas de las calles cercanas a la costa terminan en ghats y tienen nombres como Gat Lebuh Cina, que en malayo es ‘avenida ghat China’.
En Singapur hay un área llamada Dhoby Ghaut («dhobi» significa ‘lavandero’ o ‘lavandería’, según si se refiere a una persona o a un negocio).